# جانفرانکو سیرکاتی
جانفرانکو سیرکاتی (انگلیسی: Gianfranco Circati؛ زادهٔ ۲ فوریهٔ ۱۹۷۱) بازیکن فوتبال اهل ایتالیا است.
از باشگاه‌هایی که در آن بازی کرده‌است می‌توان به باشگاه فوتبال کوزنتسا کالچو، باشگاه فوتبال مودنا، باشگاه فوتبال پارما، باشگاه فوتبال فوجا، باشگاه فوتبال سالرنیتانا، باشگاه فوتبال پادوا، باشگاه فوتبال کالیاری، باشگاه فوتبال پرث گلوری، باشگاه فوتبال ترنانا، و باشگاه فوتبال وارزه اشاره کرد.